# Wypadek kolejowy w Pukhrayan
Wypadek kolejowy w Pukhrayan – wypadek kolejowy, do którego doszło 20 listopada 2016 o godzinie 03:10 czasu lokalnego w pobliżu miasta Pukhrayan, w stanie Uttar Pradesh, w Indiach. Wykoleił się ekspresowy pociąg z Indore do Patny, z 14 wagonami. W wyniku wypadku zginęło 150 osób, a około 150 osób odniosło obrażenia. Przypuszcza się, że przyczyną wykolejenia było uszkodzenie szyn.